# داء الكبريتيدات
داء الكبريتيدات (بالإنجليزية:  Sulfatidosis)‏ هو نوع من أنواع أمراض التخزين الليزوزومي ويعتبر من الأضطرابات الأيضية التي تحدث نتيجة تجمع الكبريتيدات داخل جسيمات الحال تحدث هذه الاضطرابات بسبب قصور وراثي في أنيزم السلفاتاز. 